# Djeukam Tchameni
Djeukam Tchameni est un militant et homme politique camerounais, né le 1er mars 1961 à Baré, village de Nkongsamba (Moungo). Il exerce la profession d'ingénieur, entrepreneur et informaticien.

## Biographie

### Enfance, éducation et débuts
Il fait partie de la génération des jeunes panafricanistes qui, dans les années 1979, créent à l'Université de Yaoundé le club d'étude et de réflexion sur la culture africaine (Cerca), éditeur du bulletin de liaison L'éveil. Dans ce groupe, on trouve des noms comme Joseph Achille Mbembé.

### Carrière
Il crée Intelar, une entreprise de services informatiques à Douala, après des études à l'étranger et propose le premier ordinateur "tropicalisé" d'Afrique. Cette entreprise offre des solutions en B2B aux entreprises locales et institutions (tels que les établissements scolaires) d'initiation, de numérisation et de vulgarisation dans un contexte d'informatisation naissante.

### Engagement politique
À son retour au Cameroun en 1986, il crée le parti panafricaniste (P2), organisation proche de l'UPC des fidèles. C'est cette plate-forme qui créera CAP Liberté qui fera de Tchameni l'une des figures du retour au pluralisme des années 1990 au Cameroun.
Il crée le Mouvement pour la Démocratie et l'Interdépendance (MDI), dont le siège est Bonassama (Bonabéri).
Opposant au régime de Paul Biya dans les années 1990, il milite aux côtés des Anicet Ekane, Yondo Black.
Auteur de plusieurs plaintes contre Paul Biya - notamment en Belgique - il a été arrêté et interrogé plusieurs fois par la police camerounaise. 

### Exils

#### Au Burkina-Faso
Pendant son exil au Burkina Faso, il est le point de chute des étudiants du "parlement" exilés au Burkina-Faso.

### Retour au Cameroun
En juillet 2020, avec une délégation d'activistes des années de braise politique; les Henriette Ekwe, Mboua Massok, élargie à de nouveaux acteurs, et dans le cadre de C3, ils sont reçus et échangent avec le roi des Bamendjou, sa majesté Jean-Rameau Sokoudjou. Rencontre que le préfet de la République qualifie d'acte de rébellion dans une lettre de menace.

### Vie privée
Il est marié à Makini Menani (afro-américaine) née à Houston, vit et travaille en Afrique du Sud.